# Archidermaptera

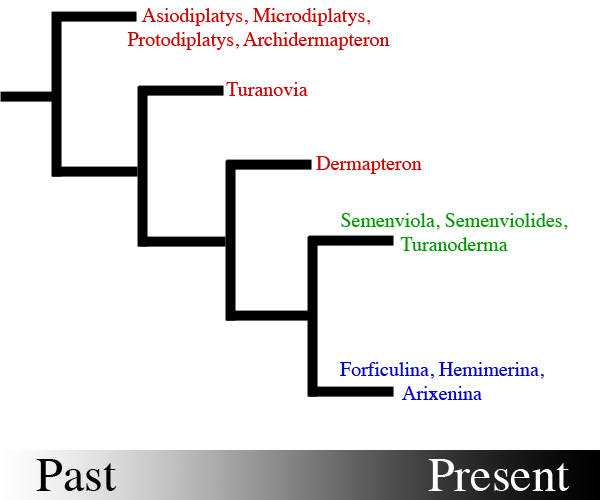
Speciile în roșu sunt specii dispărute ale ordinul Dermaptera, subordinul Archidermaptera

Archidermaptera este unul dintre cele patru subordine ale ordinului Dermaptera (urechelnițe). Celelalte subordine sunt Arixeniina, Forficulina, și Hemimerina. Archidemaptera este un ordin dispărut care conține 2 familii cu șase genuri și 10 specii, fiind cunoscută doar în baza fosilelor jurasice   Subordinul este clasificat în baza unor caracteristici similare. Speciile de Archidermaptera au cerci fără segmente și picioare cu 4 sau 5 segmente tarsiene. În 2011 familia Dermapteridae a fost adăugată ordinului.